# Special effects
Special effects, vaak afgekort tot SFX of SPFX, is het specialisme bij de productie van films gericht op de tijdens de opnames gemaakte effecten zoals stunts, special make-up en explosies. In de film- en televisie-industrie is een duidelijk onderscheid tussen visual effects die voornamelijk naderhand en digitaal worden toegevoegd en special effects die live op de set worden uitgevoerd en opgenomen.

## Technieken
- Special make-up: het gebruik van schmink en protheses om lichamen anders te maken.
- Rigging: wordt gebruikt om hijs- of hefinstallaties te maken, die vaak in de postproductie worden weggewerkt.
- Vuur en rook: het gecontroleerd maken van rook, vuur en ontploffingen, vaak pyrotechniek genoemd. Het gebruik van speciale brandwerende kleding om acteurs of stuntmensen ondanks vuur echt kunnen spelen.
- Gevechts- en valstunts: stuntmensen en soms acteurs die voor een actiescène een choreografie bedenken en uitvoeren.
- Onder water en in de lucht: opnames die echt onder water of in de lucht worden gefilmd worden door stunt mensen begeleid en soms uitgevoerd.
- Wapens: Voor optredens met pistolen, geweren, messen en andere wapens en bijbehorend effect van afvuren en impact.

## Theater en concert
Bij optredens op podiums wordt ook regelmatig gebruik gemaakt van special effects voor gecontroleerde vuur- en rookeffecten.

## Nederland
Twee bekende verzorgers van special effects voor film in Nederland zijn Harry Wiessenhaan, die in 1970 begon en alles zelf uitvond en Hammy de Beukelaer die in 1965 begon en bekendheid verwierf met de serie Floris (1969) van Paul Verhoeven. Beide special effects-specialisten zijn teruggetreden, maar hun werk wordt voortgezet door bedrijven met hun naam, "Special effects Wiesenhaan" en "Stuntteam de Beukelaar".

## Afbeeldingen

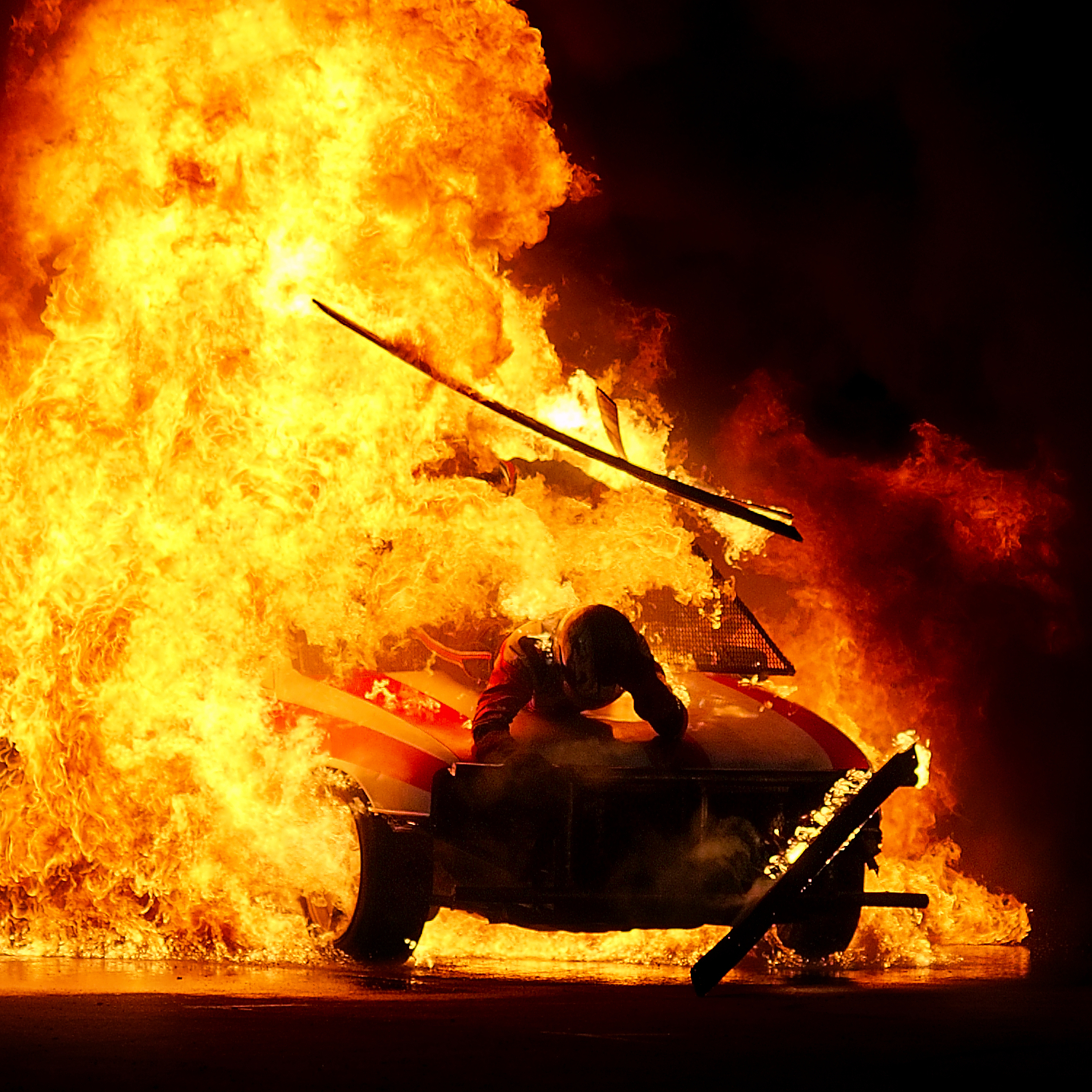
Stunt met pyrotechniek
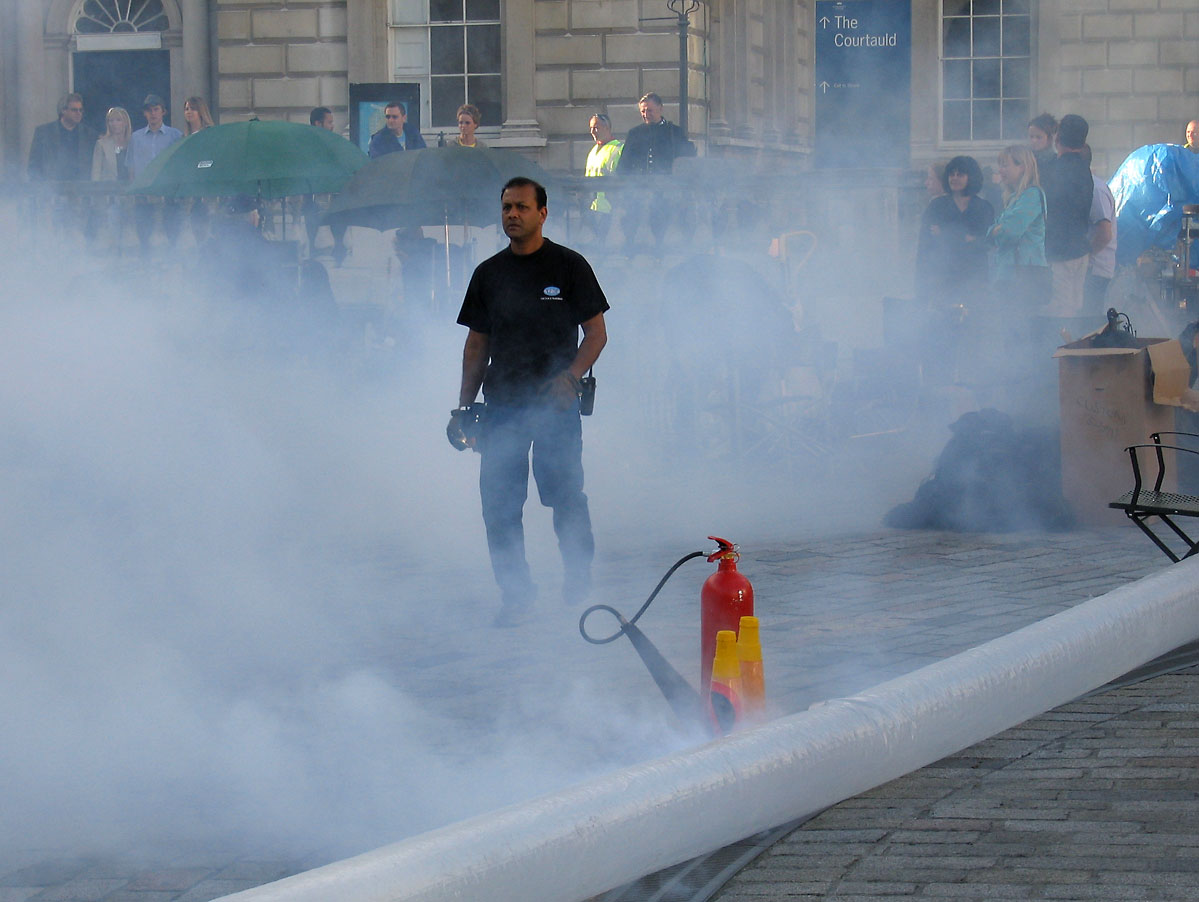
Gebruik van een rookmachine op een filmset
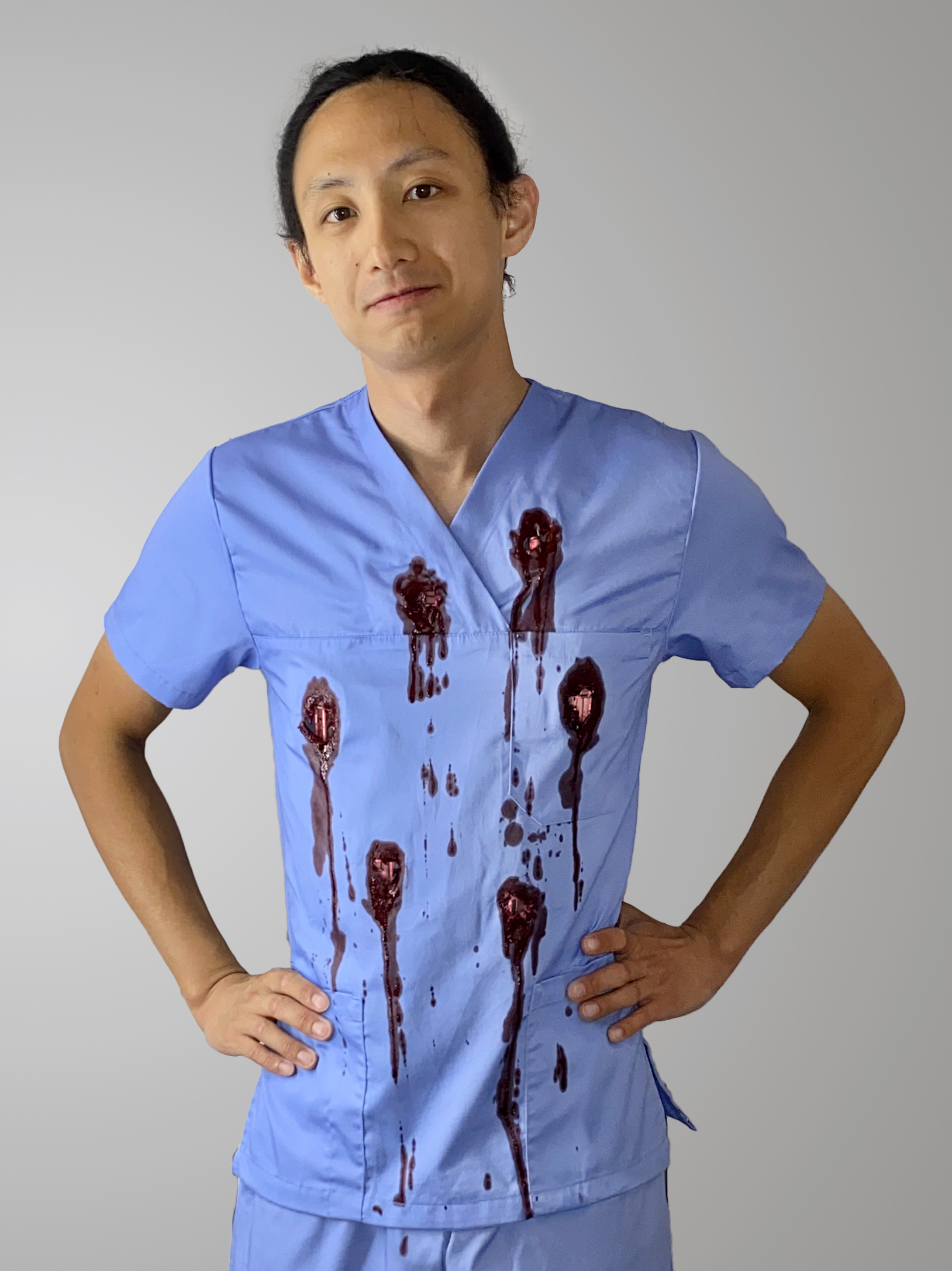
Demonstratie van shirt met geactiveerde ontploffingen en nepbloed
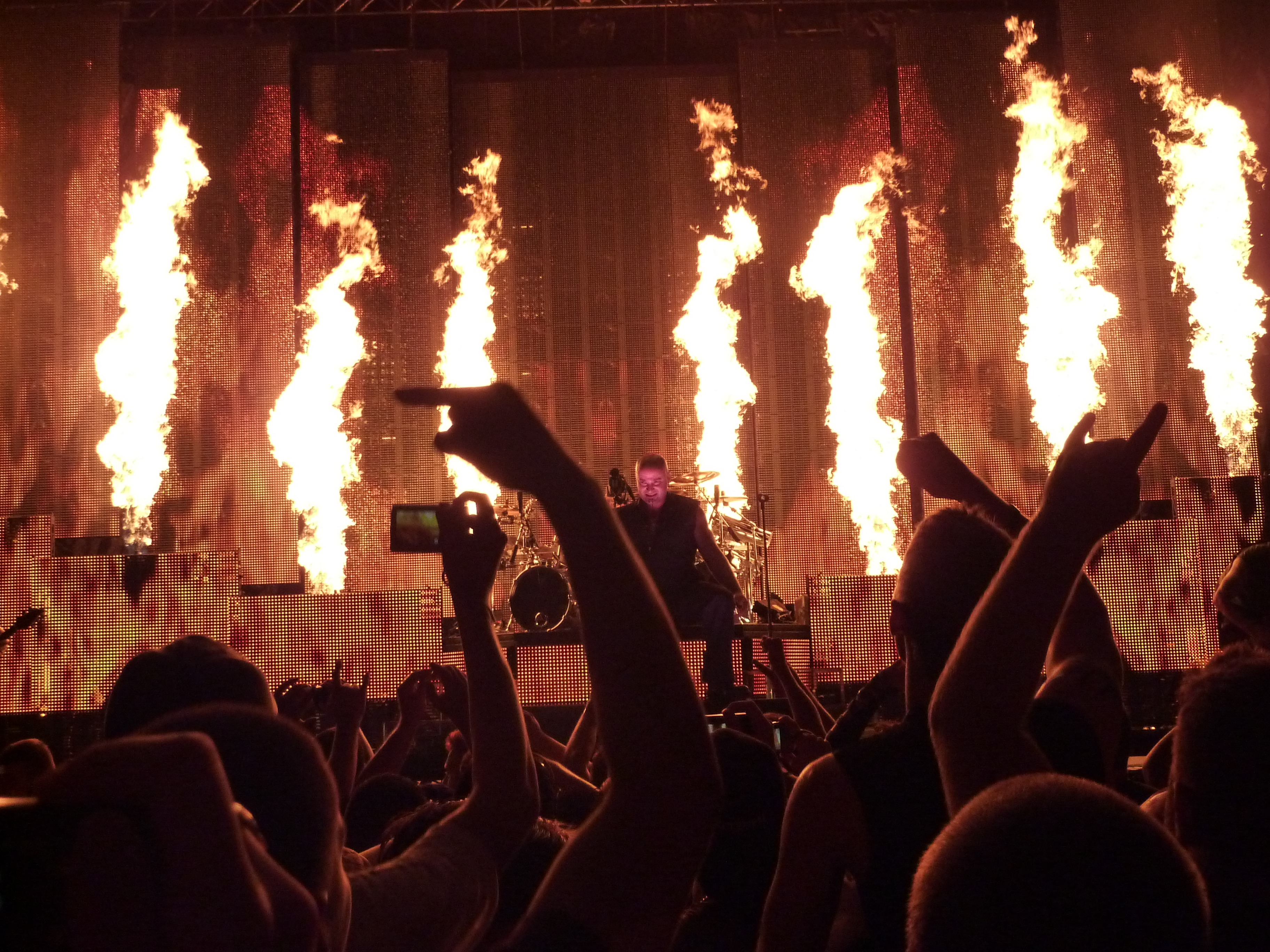
Vuureffecten tijdens een concert